# Biografisch Portaal
El Portal biogràfic dels Països Baixos (en neerlandès Biografisch Portaal Nederland) abreujat com a BioPort o BPN és un web de l'Institut Huygens d'Història dels Països Baixos (Huygens ING) que fa la funció de registre d'autoritat sobre la història dels Països Baixos. Segons la premsa al moment del seu llançament és una mena de «mausoleu digital».
El març 2015 ja conté més de 125.641 biografies sobre 80.133 neerlandesos: persones que van néixer als Països Baixos o que hi van tenir un paper important. No accepta dades de persones viues i només publica dades de persones que van tenir una paper als Països Baixos, el que vol dir el territori que a l'època de l'activitat major de la persona pertanyia a l'estat. El registre continua creixent per noves institucions que s'hi afilien i per projectes concrets, com per exemple artistes o dones famoses, un grup fins fa poc negligit als repertoris biogràfics tradicionals.
El BPN és una iniciativa de la Fundació Biografisch Portaal van Nederland nascuda el 2010 de la col·laboració del Biografie Instituut, CBG, Huygens ING, IISG, NA, OGC, PDC i el Despatx nacional de documentació de la història de l'art (RKD).